# سیارک ۲۰۵۸
سیارک ۲۰۵۸ (به انگلیسی: 2058 Roka، نامگذاری:1938BH) دو هزار و پنجاه و هشتمین سیارک کشف شده‌است که در ۲۲ ژانویه ۱۹۳۸ کشف شد.
قدر مطلق سیارک برابر ۱۱٫۰۰ است.